# Abancay
Abancay este un oraș din Peru. Se bazează pe industrie și agricultură.